# Кирилловка (Белебеївський район)
Кири́лловка (рос. Кирилловка, башк. Кирилловка) — присілок у складі Белебеївського району Башкортостану, Росія. Входить до складу Розсвітівської сільської ради.
Населення — 211 осіб (2010; 211 в 2002).
Національний склад:
- росіяни — 46 %